# Lijst van nummer 1-hits in de Nederlandse Single Top 100 in 1971
Deze hits stonden in 1971 op nummer 1 in de Hilversum 3 Top 30 en vanaf 2 april 1971 in de Daverende Dertig, de voorlopers van de huidige Nederlandse Single Top 100.
| Nummer | Datum        | Artiest                          | Titel                                                                   |
| ------ | ------------ | -------------------------------- | ----------------------------------------------------------------------- |
| 30     | 2 januari    | George Harrison                  | My Sweet Lord                                                           |
|        | 9 januari    | George Harrison                  | My Sweet Lord                                                           |
|        | 16 januari   | George Harrison                  | My Sweet Lord                                                           |
|        | 23 januari   | George Harrison                  | My Sweet Lord                                                           |
| 31     | 30 januari   | Gilbert O'Sullivan               | Nothing Rhymed                                                          |
|        | 6 februari   | Gilbert O'Sullivan               | Nothing Rhymed                                                          |
|        | 13 februari  | Gilbert O'Sullivan               | Nothing Rhymed                                                          |
|        | 20 februari  | Gilbert O'Sullivan               | Nothing Rhymed                                                          |
|        | 27 februari  | Gilbert O'Sullivan               | Nothing Rhymed                                                          |
| 32     | 6 maart      | Peter Maffay                     | Du                                                                      |
|        | 13 maart     | Peter Maffay                     | Du                                                                      |
|        | 20 maart     | Peter Maffay                     | Du                                                                      |
|        | 27 maart     | Peter Maffay                     | Du                                                                      |
|        | 3 april      | Peter Maffay                     | Du                                                                      |
| 33     | 10 april     | Waldo de los Ríos                | Mozart Symphony No. 40 in G Minor KV 550 (First Movement) allegro molto |
|        | 17 april     | Waldo de los Ríos                | Mozart Symphony No. 40 in G Minor KV 550 (First Movement) allegro molto |
|        | 24 april     | Waldo de los Ríos                | Mozart Symphony No. 40 in G Minor KV 550 (First Movement) allegro molto |
| 34     | 1 mei        | The Sweet                        | Funny Funny                                                             |
|        | 8 mei        | The Sweet                        | Funny Funny                                                             |
|        | 15 mei       | The Sweet                        | Funny Funny                                                             |
| 35     | 22 mei       | The Rolling Stones               | Brown Sugar                                                             |
|        | 29 mei       | The Rolling Stones               | Brown Sugar                                                             |
| 36     | 5 juni       | Oscar Harris & The Twinkle Stars | Soldier's Prayer                                                        |
|        | 12 juni      | Oscar Harris & The Twinkle Stars | Soldier's Prayer                                                        |
| 37     | 19 juni      | Dave & Ansel Collins             | Double Barrel                                                           |
|        | 26 juni      | Dave & Ansel Collins             | Double Barrel                                                           |
|        | 3 juli       | Dave & Ansel Collins             | Double Barrel                                                           |
| 38     | 10 juli      | José Feliciano                   | Che sarà                                                                |
| 39     | 17 juli      | Wilma & Vader Abraham            | Zou het erg zijn lieve opa                                              |
|        | 24 juli      | Wilma & Vader Abraham            | Zou het erg zijn lieve opa                                              |
| 40     | 31 juli      | Jacques Herb & De Riwi's         | Manuela                                                                 |
|        | 7 augustus   | Jacques Herb & De Riwi's         | Manuela                                                                 |
| 41     | 14 augustus  | Peret                            | Borriquito...                                                           |
|        | 21 augustus  | Peret                            | Borriquito...                                                           |
|        | 28 augustus  | Peret                            | Borriquito...                                                           |
|        | 4 september  | Peret                            | Borriquito...                                                           |
|        | 11 september | Peret                            | Borriquito...                                                           |
|        | 18 september | Peret                            | Borriquito...                                                           |
|        | 25 september | Peret                            | Borriquito...                                                           |
|        | 2 oktober    | Peret                            | Borriquito...                                                           |
| 42     | 9 oktober    | Rod McKuen                       | Soldiers Who Want to Be Heroes                                          |
|        | 16 oktober   | Rod McKuen                       | Soldiers Who Want to Be Heroes                                          |
| 43     | 23 oktober   | Middle of the Road               | Soley Soley                                                             |
|        | 30 oktober   | Middle of the Road               | Soley Soley                                                             |
| 44     | 6 november   | Aretha Franklin                  | Spanish Harlem                                                          |
| 43     | 13 november  | Middle of the Road               | Soley Soley                                                             |
|        | 20 november  | Middle of the Road               | Soley Soley                                                             |
|        | 27 november  | Middle of the Road               | Soley Soley                                                             |
| 45     | 4 december   | Les Poppys                       | Non, non, rien n'a changé                                               |
| 46     | 11 december  | Mouth & MacNeal                  | How Do You Do                                                           |
|        | 18 december  | Mouth & MacNeal                  | How Do You Do                                                           |
|        | 25 december  | Mouth & MacNeal                  | How Do You Do                                                           |